# Ал Летиери
Ал Летиери (на английски: Al Lettieri) е американски актьор. 

## Биография
Роден е на 24 февруари 1928 година в Ню Йорк. Той е италиано-американец, който говори свободно италиански език. Негов зет е Паскуале Еболи, брат на боса на престъпното фамилия Дженовезе, Томас Еболи. 

### Кариера
Ал Летиери има роля в епизода на Пери Мейсън „Случаят на медицинската сестра-беглец“ (1958), като Артър Строум.  На 36 години той има роля в телевизионния филм „Обесеният“ (1964). 
Ал Летиери е активен през 1960-те и 1970-те години, той често изобразява герои злодеи. Той постига признание за изпълнението си на сицилианския трафикант на хероин Върджил Солоцо в криминалния филм „Кръстникът“ (1972). Това е вторият филм, в който той и Марлон Брандо работят заедно, като първият е „Нощта на следващия ден“ (1969).
Той написва филмовата адаптация, която става сценарий за гангстерския филм „Злодей“ (1971), в който участват Ричард Бъртън и Иън Макшейн.  Летиери играе гангстера Руди Бътлър в екшън филма на Стийв Маккуин от 1972 г. „Бягството“  и заплашителния убиец Франк Ренда във филма на Чарлз Бронсън от 1974 г. „Мистър Маджестик“.  Играе и ролята на Чиро Мусанте в режисирания от Тонино Валери филм от 1976 г. „Go Gorilla Go“. 

### Смърт
Летиери умира от инфаркт на 18 октомври 1975 година в Ню Йорк.

## Избрана филмография
| Година | Филм          | Оригинално заглавие | Роля                     | Режисьор            |
| ------ | ------------- | ------------------- | ------------------------ | ------------------- |
| 1966   | След лисицата | After the Fox       |                          | Виторио Де Сика     |
| 1972   | Кръстникът    | The Godfather       | Върджил „Турчина“ Солоцо | Франсис Форд Копола |
| 1972   | Бягството     | The Getaway         | Руди Бътлър              | Сам Пекинпа         |